# Pesn pro koeptsa Kalasjnikova
Pesn pro koeptsa Kalasjnikova (Russisch: Песнь про купца Калашникова) is een film uit 1909 van regisseur Vasili Gontsjarov.

## Verhaal
De film laat zien hoe de oprichnik de vrouw van de koopman Kalasjnikov beledigt en met hem in discussie gaat.

## Rolverdeling
| Acteur                | Personage             |
| --------------------- | --------------------- |
| Pyotr Chardynin       | Kalashnikov           |
| Aleksandra Goncharova | Kalashnikov's vrouw   |
| Andrey Gromov         | Oprichnik Kiribeevich |
| Ivan Potyomkin        | Ivan                  |
| Antonina Pozharskaya  |                       |